# سيد أحمد زروقي
 سيد أحمد زروقي  (1970 الجزائر) هو لاعب كرة قدم جزائري.

## روابط خارجية
- سيد أحمد زروقي على موقع الاتحاد الدولي (مؤرشف)  (الإنجليزية)
- سيد أحمد زروقي على موقع قاعدة بيانات كرة القدم.إي يو (الإنجليزية)
- سيد أحمد زروقي على موقع ناشيونال فوتبول تيمز (الإنجليزية)